# 라스트 (프로게이머)
라스트(본명: 정영석, 1997년 7월 31일 ~ )는 대한민국의 리그 오브 레전드 프로게이머로 아이디는 Last이다. 포지션은 탑 라이너이다.

## 선수 생활
2020년 5월, 이랩 x EXP 소속으로 챌린저스 승강전에 참가하기도 했다.
2020년 6월, 러너웨이에 입단했다. 서머 시즌 팀의 주전으로 활동하면서 팀의 챌린저스 포스트시즌 진출에 기여했다.
2021시즌을 앞두고 NASR e스포츠에 입단했다. 윈터 시즌 팀의 포스트시즌 진출에 기여했다. 윈터 시즌 종료 후 팀에서 퇴단했다.